# Yakumo (Shimane)
Yakumo (八雲村 Yakumo-mura?) era una villa localizada en el distrito de Yatsuka, en la prefectura de Shimane, Japón.
A partir del 2003, el pueblo tuvo una población estimada de 6931 habitantes y una densidad de 123.77 personas por km². El área total fue de 56.00 km².
El 31 de marzo de 2005 Yakumo, junto con los pueblos de Kashima, Mihonoseki, Shimane, Shinji, Tamayu y Yatsuka del distrito de Yatsuka se fusionaron con la ciudad de Matsue.
- Datos: Q8047232